# Gaston Cros
Gaston Cros, né le 6 octobre 1861 à Saverne, mort le 11 mai 1915 au bois de Berthonval (Mont-Saint-Éloi), est un colonel français ayant servi pendant la Première Guerre mondiale.

## Biographie
Il est le fils d'Hippolyte Cros et Marie Pétronille Reine Schnerb.
Il entre à l'École spéciale militaire de Saint-Cyr en 1881, promotion d'Égypte pour en sortir en 1883.
Il meurt au combat, lors de la deuxième offensive de la Bataille de l'Artois (mai-juin 1915).

### Début de carrière
- Sous-lieutenant au 128e RI et 4e RT tonkinois.
- Lieutenant au 105e RI et 4e RZ.
- Capitaine au 4e RZ, 39e RI et 80e RI.
- Chef de bataillon au 116e RI, 33e RI, et 5e RI.

## Campagnes
- Corps expéditionnaire du Tonkin 1887-1888.
- Tunisie 1889-1898.
- Algérie 1899-1900.

## Conflits

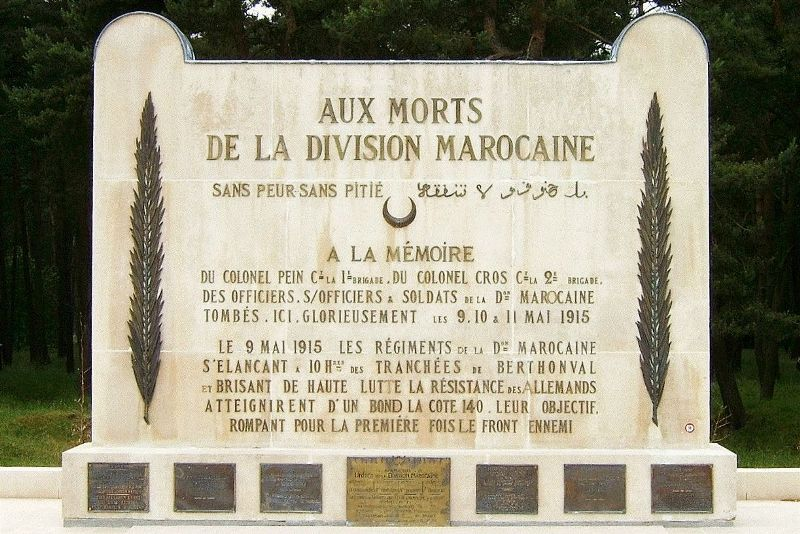
Monument aux morts de la division marocaine.

- Guerre des Zayans.
- Première Guerre mondiale.

## Honneurs et distinctions
- Chevalier dans l'Ordre du Dragon d'Annam.
- Chevalier de la Légion d'honneur (le 29/12/1896).
- Officier de la Légion d'honneur (le 12/3/1906).
- Commandeur de la Légion d'honneur (le 10/4/1915).